# Гітелін
Гітелін (валл. Guithelin), відповідно до твору Джефрі Монмутського, двадцять п'ятий Міфічний король Британії, який правив дуже ліберально. Його дружиною та королевою була жінка благородного походження Марсія.